# مطیع‌الله
مطیع‌الله (انگلیسی: Motiullah؛ زادهٔ ۳۱ ژانویه ۱۹۳۸) بازیکن هاکی روی چمن اهل پاکستان است.
وی در مسابقات کشوری و بین‌المللی در مجموع برندهٔ ۲ مدال طلا، ۲ مدال نقره شده‌است.